# 羌语支
羌语支（Rmaic；原称Dzorgaic）是藏緬語族的一个支系，有几十万人使用，主要分布在四川省阿坝州、甘孜州、凉山州、雅安及云南省北部。
中华人民共和国将羌语支人群分为羌族、藏族、普米族、纳西族和蒙古族。
Matisoff (2004)等人认为西夏的西夏语也属于羌语支。敦煌文献中尚未破译的南语可能也属于羌语支。
昌都语群是否属于羌语支还存在争议。
羌语支民族在史籍中常被称作戎、羌氐。

## 系属分类

### 孙宏开 (1983)
孙宏开 (1983)认为分南北两支：
- 北支：北羌语、普米语、木雅语、西夏语（已灭绝，有证1036–1502）
- 南支：南羌语。

其他证据稀缺的羌语则是：
- 尔苏语群、史兴语、纳木依语
- 贵琼语（2–3种互通度很低的方言）
- 扎坝语、却域语。

### Matisoff (2004)
Matisoff (2004)认为嘉绒语支也属于羌语支：
- 嘉绒语支：嘉绒语、拉坞戎语、尔龚语

Matisoff (2004)发现羌语支很多语言都发生了原始藏缅语 *-a > -i，将这种元音高化称作“明化”。Yu (2012)也指出，“明化”是原始尔苏语的特征创新。

### Thurgood & La Polla (2003)
Thurgood & La Polla (2003)认为，羌语、普米语、木雅语显然属于同一分支，但不认为西夏语也属于这分支。不过Matisoff (2004)认为有坚实的证据表明有这种关系。白马语可能也属于羌语支，或具有羌语支底层。
其他证据稀缺的羌语分类：
- 玻璃哦子/博罗子：2千人；松潘县西部小河水村；以及南部的汶川乡。[13]孙宏开 (2013:80–82)[14]将博罗子方言归为北羌语茨木林土话。
- 命：1万人；茂县与汶川县[15]
- 乡城：1万人；甘孜州乡城镇[16][17]

### 孙宏开 (2001)
孙宏开 (2001)的羌语支分类如下。
- 羌语支
  - 北羌语群
    - 西夏语
    - 羌语
      - 羌语（北羌语、南羌语）
      - 普米语
      - 木雅语

    - 嘉绒语支
      - 嘉绒语
      - 尔龚语
      - 拉乌戎语

  - 南羌语群
    - 尔苏语群
    - 贵琼语
    - 史兴语
    - 纳木依语
    - 却隅语
    - 扎巴语

### 向柏霖 & Michaud (2011)
向柏霖 & Alexis Michaud (2011)认为羌语支和纳语支有关系，又与缅彝语群组成了羌缅语群。“纳羌语支”包含尔苏语群、纳语组和[核心]羌语。相似地，大卫·布拉德利[ (2008)也提出了“东部藏缅语”，包括缅彝语群和羌语群。贵琼语的位置有争议。
纳-羌语支
- 尔苏语群
  - 尔苏语
  - 栗苏话
  - 多续话
- 纳语组
  - 纳木依语
  - 史兴语
  - 纳西语组
    - 纳西语
    - 摩梭语
    - 拉热语
- 羌语支
  - 却域语
  - 扎坝语 (?)
  - 西夏语
  - 普米语
    - 北普米语
    - 南普米语

  - 木雅语
    - 北木雅语
    - 南木雅语

  - 羌语
    - 北羌语
    - 南羌语

  - 嘉绒语支
    - 嘉绒语
      - 四土话
      - 茶堡话
      - 草登话
      - 日部话

    - 拉坞戎语
      - Thugsrjechenmo
      - Njorogs

    - 尔龚语
      - Rtau
      - Stodsde

### Chirkova (2012)
Chirkova (2012)对羌语支的分类提出了质疑，认为下面4种语言应是相互独立的藏缅语分支：
- 栗苏话（尔苏语群）
- 史兴语（纳西语组）
- 纳木依语（纳西语组）
- 普米语

### Yu (2012)
Yu (2012:218)指出，尔苏语群与纳西语组共享一些不见于缅彝语群和“核心”羌语（羌语、普米语、木雅语）的形式。于是，“南部羌语”（尔苏语群、纳木依语、史兴语）可能比“核心”羌语更接近纳西语组。也就是说，南部羌语和纳西语组可以组成更大的“纳语组”，与南方的缅彝语群和北方的其他羌语有关系。

## 地理分布
羌语支语言主要分布在四川西部和云南西北部。孙宏开 (2013)列出以下流域分布的羌语。
- 嘉陵江上游地区：白马语
- 岷江流域：羌语（含博罗子）
- 大渡河流域：贵琼语、尔苏语群
- 雅砻江流域：尔龚语、扎坝语、木雅语、纳木依语
- 金沙江流域：史兴语、普米语

## 音系沿革
羌语支的很多语言与藏缅语族其他语言相比，元音和辅音系统十分复杂。
有些语言有诸如 st-, rm-, gz- 之类的复辅音、三重辅音达将近200个（尔龚语）。但也有的语言完全没有复辅音（中部尔苏语、南部羌语龙溪土话、大部分土家语方言等），有的语言将复辅音处理为辅音音节或弱化音节+主音节结构（部分土家语方言）。但无论辅音结构简化程度如何，羌语支语言的元音系统均远较其他藏缅语发达，羌语支的所有语言均拥有大量双元音、大部分语言拥有三元音，少数语言甚至有四合元音结构。

## 語法沿革
羌语支语言均为高度综合的语言。在语法上具有高度共通性，很多独特的语法结构在羌语支内部普遍存在，且具有高度同源性；在其他藏缅语中，虽然偶有发现类似的语法概念，但与羌语支语言之间则缺乏关联性。如多层级的方位词，动词方位趋向等。其他，在藏缅语普遍拥有的词缀、助词等语法小词部分，羌语支语言内部也具有相当程度的的同源性。

## 书目
- Bradley, David (1997). Tibeto-Burman languages and classification. In D. Bradley (Ed.), Papers in South East Asian linguistics: Tibeto-Burman languages of the Himalayas (No. 14, pp. 1–71). Canberra: Pacific Linguistics.
- 三宅英雄. 2015. What is the origin of uvularization in Qiang? （页面存档备份，存于）
- 三宅英雄. 2012. Nasal codas as clues for the stratification of Chinese loanwords in Ronghong Qiang （页面存档备份，存于）.
- 三宅英雄. 2011. Danger a-head for the 2 X 2 hypothesis （页面存档备份，存于）.
- 三宅英雄. 2011. fm- （页面存档备份，存于）.
- 孙宏开 (中国社会科学院民族学研究所) (1990). "Languages of the Ethnic Corridor in Western Sichuan" (" (Archive). Linguistics of the Tibeto-Burman Area, 13(1), 1–31.
- 孙宏开. 2016. 《藏缅语族羌语支研究》. 北京: 中国社会科学出版社. ISBN 9787516176566
- 聂鸿音，（2003），《中国少数民族语言》，北京，语文出版社 ISBN 978-7-80184-780-5